# Hennin

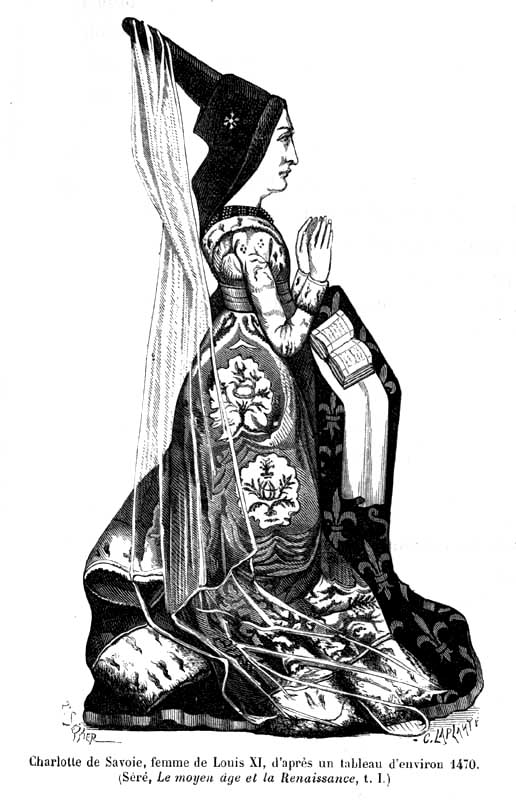
Frankrikes drottning Charlotte av Savoyen i en klassisk hennin år 1470.

Hennin (nederländska: henninck ’tupp’ > franska: hennin), medeltida huvudbonad, formad som en strut med vidhängande slöja. Den bars av adliga kvinnor i Europa under 1400-talet. De bars främst i Burgund och Frankrike, men även i Skandinavien, Ungern och Polen. De var dock sällsynta i England och Italien. Ordet hennin har också använts som ett allmänt ord för de olika fantasifulla huvudbonader i olika former som bars under 1300- och 1400-talen. 
Henninen kunde vara formad som en spetsig strut eller tillplattad upptill, ofta med en spets framtill över pannan, möjligen för att rätta till hatten med. Slöjan föll ned från dess topp till axlarna eller marken och kunde också dras fram för ansiktet. Håret var vanligen instoppat i konen omvirat av samma slöja som sedan drogs ut genom dess topp och fick hänga ned, och det förekom att man rakade hårfästet för att säkerställa att inget hår var synligt, men det finns även avbildningar på kvinnor som bar sitt hår utsläppt under struten. Henniner är kända på avbildningar från ca 1430, och försvann omkring 1500.   
Det fanns även henniner i andra former, som till exempel två strutar eller horn på huvudet med en slöja mellan, eller som en kon. Det fanns hennin utan slöja, med slöja, och med flera olika slöjor.
Den strutformade henninen med slöja har senare i litteraturen blivit en stereotyp huvudbonad för sagoprinsessor.